# Wanzer
Wanzer là một thị xã thuộc district of Stendal in Sachsen-Anhalt in Đức. Đô thị Wanzer có diện tích 7,38 km², dân số thời điểm ngày 31 tháng 12 năm 2006 là 124 người.